# Marina Granóvskaia
Marina Granóvskaia (rus: Марина Грановская; Moscou, 13 de gener de 1975) és una directiva russa amb passaport canadenc que actualment és directora del Chelsea FC. Ha estat descrita com La dama de ferro, i és considerada com una de les millors directives esportives del futbol mundial. El 2018, Forbes la va col·locar en número 5 de la llista de "Dones més poderoses en esports internacionals".
Marina Granóvskaia ha estat l'ajudant en cap de Roman Abramóvitx durant més de deu anys. Entre d'altres, ha sigut l'encarregada de negociar l'acord de patrocini del Chelsea amb Nike, que paga 60 milions de lliures esterlines al club fins 2032.
Granóvskaia va estudiar a la Facultat de Llengües Estrangeres de Universitat Estatal de Moscou i es va graduar el 1997. Va començar a treballar com a PA de Roman Abramovich a Sibneft el 1997. El 2003 es va traslladar a Londres, quan Abramovich va comprar el Chelsea. També ha treballat per a Millhouse Capital, una altra empresa propietat d’Abramovich. Més tard es va implicar en transferències i negocis contractuals amb el Chelsea. La seua tasca de gestionar les transferències de vegades la posava en desacord amb els directius que tenien les seues pròpies idees sobre qui calia vendre o comprar durant el període de fitxatges. Granovskaia es va convertir en la representant del propietari del club el 2010, i després es va incorporar a la junta directiva del Chelsea el juny del 2013. Posteriorment va ser ascendida a directora executiva del Chelsea el 2014. Segons The Times, la seua promoció la va convertir en la dona més poderosa del futbol.